# Ilfochrome
Ilfochrome Classic, o più comunemente Ilfochrome, era un procedimento di stampa fotografica a colori positivo-positivo a distruzione di colorante ad elevatissima stabilità cromatica. Fino al 1989 era chiamato Cibachrome. I materiali per la stampa e i prodotti chimici per lo sviluppo erano prodotti dalla Ilford Photo.
Ilfochrome era anche il nome di diverse pellicole a colori invertibili sia per uso fotografico, sia per uso cinematografico amatoriale (nel formato 2 x 8 mm). In questo caso si tratta però di pellicole invertibili a copulanti cromogeni, che quindi nulla hanno a che vedere con l'Ilfochrome Classic.

## Storia
I procedimenti fotocinematografici in sintesi sottrattiva tricromatica a distruzione di coloranti (detti anche ad asportazione di coloranti o a sbianca di coloranti) si possono far risalire all'Utocolor (circa 1906; secondo alcuni autori 1904 o 1895) di J.H. Smith e al Gasparcolor (1934) di Imre e Bela Gaspar. Sono dunque più antichi degli usuali procedimenti a copulanti cromogeni, introdotti nel 1936.
Il procedimento Ilfochrome a  distruzione di coloranti azoici nacque nel 1963 come Cibachrome (i primi studi, poi proseguiti in collaborazione con la Ilford, furono condotti infatti dalla Ciba, che nel 1969 avrebbe poi acquistato la Ilford). Nel 1989 la Ilford Photo ne cambiò il nome in Ilfochrome Classic su richiesta della Ciba-Geigy, che, dopo aver venduto la Ilford, non aveva più interessi in campo fotografico.
Prima del 2004 Ilford Ltd aveva due siti di produzione principali: Mobberley nel Regno Unito, dove venivano realizzati i prodotti più tradizionali, e Friburgo in Svizzera, dove venivano prodotte le carte Ilfochrome e Ilfocolor, oltre alle carte a getto d'inchiostro. La parte britannica è stata oggetto di un'operazione di acquisizione, mentre l'attività svizzera (Ilford Imaging Switzerland GmbH) è stata venduta alla Oji Paper nel 2005 e alla Paradigm Global Partners LLP nel 2010. Lo stabilimento svizzero mantenne il nome Ilford, mentre l'attività nel Regno Unito fu inaugurata con il nome HARMAN, dal nome del fondatore dell'originaria Britannia Works. Ilford Photo HARMAN Technology Ltd può ancora utilizzare il marchio e il logo Ilford su licenza su prodotti già esistenti, mentre i nuovi prodotti porteranno il nome Harman.
Nel 2012, Ilford ha annunciato la fine della produzione di carte Ilfochrome Classic in risposta al calo della domanda del mercato attribuito alla crescente popolarità della creazione di immagini digitali.

## Vantaggi
Nei materiali tradizionali a colori i coloranti si formano durante lo sviluppo cromogeno. Nell'Ilfochrome sono invece già presenti nell'emulsione e vengono distrutti, dove non servono, durante lo sviluppo. Questo consente di usare dei coloranti azoici più brillanti e puri di quelli tradizionali, perché più vicini, dal punto di vista spettrale, ai colori primari ideali ciano, magenta e giallo su cui si basa la sintesi tricromatica sottrattiva. Per questo motivo una stampa Ilfochrome è caratterizzata da brillantezza e purezza dei colori. Inoltre è molto meno soggetta delle stampe tradizionali a variazioni di colore col tempo e con l'esposizione alla luce. È quindi adatta sia per mostre, sia per l'archiviazione.

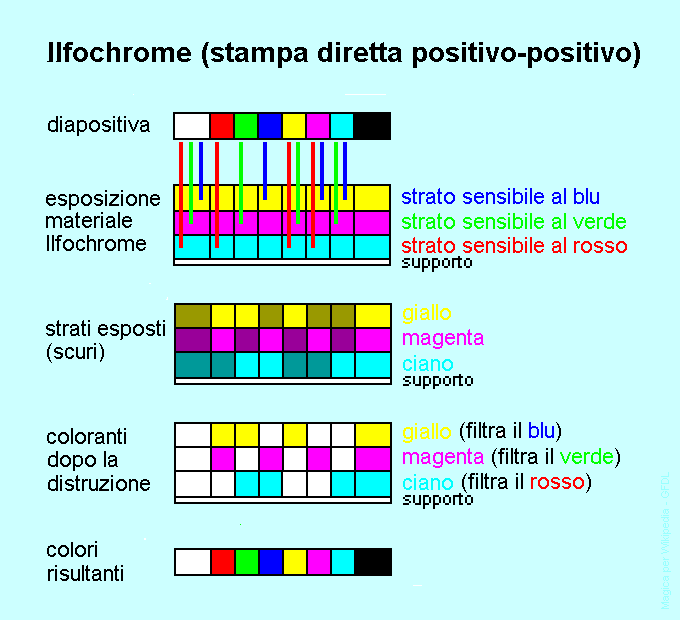
Stampa diretta positivo-positivo col procedimento Ilfochrome

L'Ilfochrome era disponibile in diversi tipi, su supporto in poliestere: su supporto bianco opaco, con superficie lucida, per stampe da osservare con luce riflessa; su supporto trasparente adatto per proiezione o retroilluminazione: su microfilm ad alto contrasto, adatto per riproduzione di originali a luce riflessa; su microfilm a basso contrasto, adatto per la duplicazione e per la riproduzione di originali trasparenti.

## Stampa diretta positivo-positivo Ilfochrome
Nella figura è schematizzato il procedimento Ilfochrome di stampa fotografica diretta da positivo a positivo (lo spessore degli strati di colorante, in realtà ovviamente piccolissimo rispetto a quello del supporto, è stato per chiarezza volutamente esagerato).
Il materiale Ilfochrome è costituito da un supporto bianco opaco o incolore trasparente, a seconda dei tipi, su un lato del quale è steso uno strato di colorante trasparente ciano; su questo è steso uno strato di colorante trasparente magenta e su questo uno strato di colorante trasparente giallo. Nei tre strati sono contenuti anche alogenuri d'argento: in quello giallo sono sensibili alla luce blu, in quello magenta alla luce verde e in quello ciano alla luce rossa.
Lo sviluppo produce nei tre strati tre immagini negative in bianco e nero e, nelle zone esposte, sbianca i coloranti e l'immagine d'argento. Durante il fissaggio i coloranti sbiancati vengono rimossi (per questo si parla di "distruzione dei coloranti"), come pure l'argento sbiancato e gli alogenuri d'argento non esposti. I coloranti rimasti formano, per sintesi sottrattiva, un'immagine positiva a colori.